# Municipio de Carlston
El municipio de Carlston (en inglés: Carlston Township) es un municipio ubicado en el condado de Freeborn en el estado estadounidense de Minnesota. En el año 2010 tenía una población de 305 habitantes y una densidad poblacional de 3,28 personas por km².

## Geografía
El municipio de Carlston se encuentra ubicado en las coordenadas 43°42′58″N 93°35′49″O / 43.71611, -93.59694. Según la Oficina del Censo de los Estados Unidos, el municipio tiene una superficie total de 93.1 km², de la cual 85,52 km² corresponden a tierra firme y (8,14 %) 7,58 km² es agua.

## Demografía
Según el censo de 2010, había 305 personas residiendo en el municipio de Carlston. La densidad de población era de 3,28 hab./km². De los 305 habitantes, el municipio de Carlston estaba compuesto por el 97,38 % blancos, el 0,98 % eran afroamericanos y el 1,64 % eran de una mezcla de razas. Del total de la población el 0,66 % eran hispanos o latinos de cualquier raza.